# Американац (филм из 2010)
Американац (енгл. The American) је амерички трилер из 2011. са Џорџом Клунијем у главној улози.

## Радња
Американац Џек (којег игра Клуни) је на одмору у Шведској са прелепом девојком. Док шетају у идиличном зимском окружењу, непознати мушкарац почиње да пуца на Џека, али Џек га одмах убија, а затим убија његову девојку и помоћника револвераша. Касније, у Италији, Џек упознаје свог послодавца Павела, који му даје кључеве од аутомобила и шаље га да се сакрије у градићу Кастелвекио, саветујући га да тамо не склапа пријатеље. Међутим, Џек се зближава са локалним свештеником Бенедетом (кога игра Боначели) и проститутком Кларом (коју глуми Плачидо). Онда га Павел зове и даје му нови задатак који укључује прелепу Матилду (коју игра Ретен)...

## Улоге
| Глумац           | Улога         |
| ---------------- | ------------- |
| Џорџ Клуни       | Џек/Едвард    |
| Виоланте Плачидо | Клара         |
| Текла Ретен      | Матилда       |
| Брус Алтман      | отац Бенедето |
| Паоло Боначели   | Ингрид        |
| Ирина Бјерклунд  | Павел         |